# Roman Nogin
Roman Wiktorowicz Nogin, ros. Роман Викторович Ногин (ur. 23 czerwca 1998 w Ridderze) – kazachski skoczek narciarski. Uczestnik mistrzostw świata seniorów (2017), juniorów (2015) i zimowej uniwersjady (2017). Medalista mistrzostw Kazachstanu w skokach narciarskich.

## Przebieg kariery
W oficjalnych zawodach międzynarodowych rozgrywanych pod egidą FIS zadebiutował w grudniu 2013 w Notodden, gdzie dwukrotnie uplasował się na 45. miejscu w konkursach FIS Cupu. W lutym 2014 w Râșnovie zadebiutował w Pucharze Karpat, zajmując w obu konkursach lokaty w trzeciej dziesiątce.
W lutym 2015 wystąpił w mistrzostwach świata juniorów w Ałmaty – w konkursie indywidualnym był 60., w drużynowym zaś 13. Na przełomie lipca i sierpnia 2015 zadebiutował w zawodach pucharowych najwyższej rangi, zajmując wraz z reprezentacją Kazachstanu ostatnie, dwunaste miejsce w konkursach drużynowych Letniego Grand Prix 2015 w Wiśle i Hinterzarten. We wrześniu 2015 uzyskał najlepszy w karierze rezultat w Pucharze Karpat, plasując się w drugim konkursie w Râșnovie na szóstym miejscu. Mimo że nigdy nie zdobył prawa startu w Pucharze Kontynentalnym (nie punktował w żadnym z cykli FIS, które dają takie prawo – tj. Pucharze Świata, Letnim Grand Prix, Pucharze Kontynentalnym, Letnim Pucharze Kontynentalnym bądź FIS Cupie), w październiku 2015 zadebiutował w letniej edycji tego cyklu, dwukrotnie zajmując ostatnie, 64. miejsce w zawodach w Klingenthalu.
W lutym 2017 wystartował w zimowej uniwersjadzie w Ałmaty, zajmując w konkursie indywidualnym 43. miejsce. Na przełomie lutego i marca 2017 wziął także udział w mistrzostwach świata seniorów. W zawodach w Lahti odpadł w kwalifikacjach do obu konkursów indywidualnych – na skoczni normalnej zajął 51. miejsce wyprzedzając jedynie Gruzina Artura Sarkisianiego i Łotysza Kristapsa Nežbortsa, a na obiekcie dużym 48. lokatę, pokonując tylko Sarkisianiego – a w konkursie drużynowym z kazachską reprezentacją zajął ostatnie, dwunaste miejsce, indywidualnie uzyskując najniższą notę zawodów. Po raz ostatni w oficjalnych zawodach międzynarodowych FIS wystąpił w marcu 2017 w Zakopanem, plasując się pod koniec szóstej dziesiątki w Pucharze Kontynentalnym.
Już po ostatnim występie międzynarodowym, w rozgrywanych w lutym 2019 mistrzostwach Kazachstanu zdobył brązowy medal w konkursie indywidualnym na skoczni normalnej.
Okazjonalnie startował w krajowych zawodach w kombinacji norweskiej – m.in. w październiku 2018 w letnich mistrzostwach kraju zajął trzynastą lokatę w gronie siedemnastu startujących.

## Mistrzostwa świata

### Indywidualnie
| 2017 Lahti | – | nie zakwalifikował się (K-90), nie zakwalifikował się (K-116) |

### Drużynowo
| 2017 Lahti | – | 12. miejsce (K-116) |

### Starty R. Nogina na mistrzostwach świata – szczegółowo
| Miejsce | Dzień     | Rok  | Miejscowość | Skocznia     | Punkt K | HS     | Konkurs  | Skok 1 | Skok 2 | Nota                 | Strata                  | Zwycięzca               |
| ------- | --------- | ---- | ----------- | ------------ | ------- | ------ | -------- | ------ | ------ | -------------------- | ----------------------- | ----------------------- |
| NQ      | 25 lutego | 2017 | Lahti       | Salpausselkä | K-90    | HS-100 | indywid. | 72,0 m | 72,0 m | 68,4 pkt             | Nie zakwalifikował się. | Nie zakwalifikował się. |
| NQ      | 2 marca   | 2017 | Lahti       | Salpausselkä | K-116   | HS-130 | indywid. | 82,5 m | 82,5 m | 36,7 pkt             | Nie zakwalifikował się. | Nie zakwalifikował się. |
| 12.     | 4 marca   | 2017 | Lahti       | Salpausselkä | K-116   | HS-130 | druż.    | 75,0 m | –      | 192,3 pkt (29,4 pkt) | 911,9 pkt               | Polska                  |

## Mistrzostwa świata juniorów

### Indywidualnie
| 2015 Ałmaty | – | 60. miejsce |

### Drużynowo
| 2015 Ałmaty | – | 13. miejsce |

### Starty R. Nogina na mistrzostwach świata juniorów – szczegółowo
| Miejsce | Dzień    | Rok  | Miejscowość | Skocznia      | Punkt K | HS     | Konkurs  | Skok 1 | Skok 2 | Nota                 | Strata    | Zwycięzca            |
| ------- | -------- | ---- | ----------- | ------------- | ------- | ------ | -------- | ------ | ------ | -------------------- | --------- | -------------------- |
| 60.     | 5 lutego | 2015 | Ałmaty      | Gornyj Gigant | K-95    | HS-106 | indywid. | 81,0 m | –      | 74,5 pkt             | 195,4 pkt | Johann André Forfang |
| 13.     | 7 lutego | 2015 | Ałmaty      | Gornyj Gigant | K-95    | HS-106 | druż.    | 77,0 m | –      | 187,6 pkt (52,0 pkt) | 705,7 pkt | Norwegia             |

## Uniwersjada

### Indywidualnie
| 2017 Ałmaty | – | 43. miejsce |

### Starty R. Nogina na uniwersjadzie – szczegółowo
| Miejsce | Dzień    | Rok  | Miejscowość | Skocznia      | Punkt K | HS     | Konkurs  | Skok 1 | Skok 2 | Nota     | Strata    | Zwycięzca      |
| ------- | -------- | ---- | ----------- | ------------- | ------- | ------ | -------- | ------ | ------ | -------- | --------- | -------------- |
| 43.     | 1 lutego | 2017 | Ałmaty      | Gornyj Gigant | K-95    | HS-106 | indywid. | 85,5 m | –      | 93,2 pkt | 172,6 pkt | Naoki Nakamura |

## Puchar Kontynentalny

### Miejsca w poszczególnych konkursachPucharu Kontynentalnego
| Źródło                                                                        | Źródło          | Źródło          | Źródło     | Źródło     | Źródło          | Źródło          | Źródło                 | Źródło                 | Źródło                       | Źródło                       | Źródło        | Źródło        | Źródło        | Źródło              | Źródło              | Źródło        | Źródło        | Źródło           | Źródło           | Źródło        | Źródło        | Źródło              | Źródło              | Źródło     | Źródło     | Źródło         | Źródło         | Źródło            | Źródło            | Źródło | Źródło | Źródło | Źródło | Źródło | Źródło | Źródło | Źródło | Źródło | Źródło | Źródło | Źródło | Źródło | Źródło | Źródło | Źródło | Źródło | Źródło | Źródło | Źródło | Źródło | Źródło | Źródło | Źródło | Źródło | Źródło | Źródło | Źródło | Źródło | Źródło |
| ----------------------------------------------------------------------------- | --------------- | --------------- | ---------- | ---------- | --------------- | --------------- | ---------------------- | ---------------------- | ---------------------------- | ---------------------------- | ------------- | ------------- | ------------- | ------------------- | ------------------- | ------------- | ------------- | ---------------- | ---------------- | ------------- | ------------- | ------------------- | ------------------- | ---------- | ---------- | -------------- | -------------- | ----------------- | ----------------- | ------ | ------ | ------ | ------ | ------ | ------ | ------ | ------ | ------ | ------ | ------ | ------ | ------ | ------ | ------ | ------ | ------ | ------ | ------ | ------ | ------ | ------ | ------ | ------ | ------ | ------ | ------ | ------ | ------ | ------ |
| Sezon 2016/2017                                                               |                 |                 |            |            |                 |                 |                        |                        |                              |                              |               |               |               |                     |                     |               |               |                  |                  |               |               |                     |                     |            |            |                |                |                   |                   |        |        |        |        |        |        |        |        |        |        |        |        |        |        |        |        |        |        |        |        |        |        |        |        |        |        |        |        |        |        |
| Vikersund HS117                                                               | Vikersund HS117 | Vikersund HS117 | Ruka HS142 | Ruka HS142 | Engelberg HS140 | Engelberg HS140 | Titisee-Neustadt HS142 | Titisee-Neustadt HS142 | Garmisch-Partenkirchen HS140 | Garmisch-Partenkirchen HS140 | Sapporo HS100 | Sapporo HS137 | Sapporo HS137 | Bischofshofen HS140 | Bischofshofen HS140 | Erzurum HS140 | Erzurum HS109 | Brotterode HS117 | Brotterode HS117 | Planica HS139 | Planica HS139 | Iron Mountain HS133 | Iron Mountain HS133 | Rena HS139 | Rena HS139 | Zakopane HS134 | Zakopane HS134 | Czajkowskij HS106 | Czajkowskij HS106 | punkty |        |        |        |        |        |        |        |        |        |        |        |        |        |        |        |        |        |        |        |        |        |        |        |        |        |        |        |        |        |
| -                                                                             | -               | -               | -          | -          | -               | -               | -                      | -                      | -                            | -                            | -             | -             | -             | -                   | -                   | -             | -             | -                | -                | -             | -             | -                   | -                   | -          | -          | 58             | 60             | -                 | -                 | 0      |        |        |        |        |        |        |        |        |        |        |        |        |        |        |        |        |        |        |        |        |        |        |        |        |        |        |        |        |        |
| Legenda                                                                       |                 |                 |            |            |                 |                 |                        |                        |                              |                              |               |               |               |                     |                     |               |               |                  |                  |               |               |                     |                     |            |            |                |                |                   |                   |        |        |        |        |        |        |        |        |        |        |        |        |        |        |        |        |        |        |        |        |        |        |        |        |        |        |        |        |        |        |
| 1 2 3 4-10 11-30 poniżej 30 dq – dyskwalifikacja - – zawodnik nie wystartował |                 |                 |            |            |                 |                 |                        |                        |                              |                              |               |               |               |                     |                     |               |               |                  |                  |               |               |                     |                     |            |            |                |                |                   |                   |        |        |        |        |        |        |        |        |        |        |        |        |        |        |        |        |        |        |        |        |        |        |        |        |        |        |        |        |        |        |

## Letni Puchar Kontynentalny

### Miejsca w poszczególnych konkursachLetniego Pucharu Kontynentalnego
| Źródło                                                                        | Źródło | Źródło | Źródło | Źródło | Źródło | Źródło                 | Źródło                 | Źródło | Źródło | Źródło | Źródło | Źródło      | Źródło      | Źródło | Źródło | Źródło | Źródło | Źródło | Źródło | Źródło | Źródło | Źródło | Źródło | Źródło | Źródło | Źródło |
| ----------------------------------------------------------------------------- | ------ | ------ | ------ | ------ | ------ | ---------------------- | ---------------------- | ------ | ------ | ------ | ------ | ----------- | ----------- | ------ | ------ | ------ | ------ | ------ | ------ | ------ | ------ | ------ | ------ | ------ | ------ | ------ |
| 2015                                                                          |        |        |        |        |        |                        |                        |        |        |        |        |             |             |        |        |        |        |        |        |        |        |        |        |        |        |        |
| Kranj                                                                         | Kranj  | Wisła  | Wisła  | Kuopio | Kuopio | Frenštát pod Radhoštěm | Frenštát pod Radhoštěm | Stams  | Stams  | Oslo   | Oslo   | Klingenthal | Klingenthal | punkty |        |        |        |        |        |        |        |        |        |        |        |        |
| -                                                                             | -      | -      | -      | -      | -      | -                      | -                      | -      | -      | -      | -      | 64          | 64          | 0      |        |        |        |        |        |        |        |        |        |        |        |        |
| Legenda                                                                       |        |        |        |        |        |                        |                        |        |        |        |        |             |             |        |        |        |        |        |        |        |        |        |        |        |        |        |
| 1 2 3 4-10 11-30 poniżej 30 dq – dyskwalifikacja - − zawodnik nie wystartował |        |        |        |        |        |                        |                        |        |        |        |        |             |             |        |        |        |        |        |        |        |        |        |        |        |        |        |

## FIS Cup

### Miejsca w poszczególnych konkursachFIS Cupu
| Sezon 2013/2014                                                               |         |              |              |         |         |            |            |              |              |                        |                        |            |            |            |            |                     |            |             |             |         |             |             |             |              |              |        |        |        |        |        |        |        |        |        |        |        |        |        |        |        |        |        |
| Villach                                                                       | Villach | Szczyrk      | Szczyrk      | Kuopio  | Kuopio  | Kranj      | Kranj      | Zakopane     | Zakopane     | Frenštát pod Radhoštěm | Frenštát pod Radhoštěm | Einsiedeln | Einsiedeln | Râșnov     | Râșnov     | Notodden            | Notodden   | Brattleboro | Brattleboro | Râșnov  | Râșnov      | Zakopane    | Zakopane    | punkty       | punkty       | punkty | punkty | punkty | punkty | punkty | punkty | punkty | punkty | punkty | punkty | punkty | punkty | punkty | punkty | punkty | punkty | punkty |
| -                                                                             | -       | -            | -            | -       | -       | -          | -          | -            | -            | -                      | -                      | -          | -          | -          | -          | 45                  | 45         | -           | -           | 36      | 38          | -           | -           | 0            | 0            | 0      | 0      | 0      | 0      | 0      | 0      | 0      | 0      | 0      | 0      | 0      | 0      | 0      | 0      | 0      | 0      | 0      |
| Sezon 2014/2015                                                               |         |              |              |         |         |            |            |              |              |                        |                        |            |            |            |            |                     |            |             |             |         |             |             |             |              |              |        |        |        |        |        |        |        |        |        |        |        |        |        |        |        |        |        |
| Villach                                                                       | Villach | Hinterzarten | Hinterzarten | Kuopio  | Kuopio  | Einsiedeln | Einsiedeln | Planica      | Planica      | Szczyrk                | Szczyrk                | Râșnov     | Râșnov     | Notodden   | Notodden   | Szczyrbskie Jezioro | Zakopane   | Zakopane    | Kranj       | Kranj   | Brattleboro | Brattleboro | Lake Placid | Hinterzarten | Hinterzarten | punkty |        |        |        |        |        |        |        |        |        |        |        |        |        |        |        |        |
| 75                                                                            | 75      | -            | -            | -       | -       | -          | -          | -            | -            | 77                     | 81                     | 56         | 54         | 58         | 57         | 77                  | -          | -           | 70          | 67      | -           | -           | -           | 72           | 72           | 0      |        |        |        |        |        |        |        |        |        |        |        |        |        |        |        |        |
| Sezon 2015/2016                                                               |         |              |              |         |         |            |            |              |              |                        |                        |            |            |            |            |                     |            |             |             |         |             |             |             |              |              |        |        |        |        |        |        |        |        |        |        |        |        |        |        |        |        |        |
| Villach                                                                       | Villach | Kuopio       | Kuopio       | Szczyrk | Szczyrk | Einsiedeln | Einsiedeln | Râșnov       | Râșnov       | Notodden               | Notodden               | Zakopane   | Zakopane   | Pjongczang | Pjongczang | Whistler            | Whistler   | Eau Claire  | Eau Claire  | Planica | Planica     | Harrachov   | Harrachov   | punkty       | punkty       | punkty | punkty | punkty | punkty | punkty | punkty | punkty | punkty | punkty | punkty | punkty | punkty | punkty | punkty | punkty | punkty | punkty |
| dq                                                                            | dq      | -            | -            | 64      | 65      | -          | -          | 43           | 46           | 63                     | 74                     | 81         | 76         | -          | -          | -                   | -          | -           | -           | -       | -           | -           | -           | 0            | 0            | 0      | 0      | 0      | 0      | 0      | 0      | 0      | 0      | 0      | 0      | 0      | 0      | 0      | 0      | 0      | 0      | 0      |
| Sezon 2016/2017                                                               |         |              |              |         |         |            |            |              |              |                        |                        |            |            |            |            |                     |            |             |             |         |             |             |             |              |              |        |        |        |        |        |        |        |        |        |        |        |        |        |        |        |        |        |
| Villach                                                                       | Villach | Szczyrk      | Szczyrk      | Kuopio  | Kuopio  | Einsiedeln | Einsiedeln | Hinterzarten | Hinterzarten | Râșnov                 | Râșnov                 | Notodden   | Notodden   | Zakopane   | Zakopane   | Eau Claire          | Eau Claire | Sapporo     | Sapporo     | punkty  | punkty      | punkty      | punkty      | punkty       | punkty       | punkty | punkty | punkty | punkty | punkty | punkty | punkty | punkty | punkty | punkty | punkty | punkty | punkty |        |        |        |        |
| 77                                                                            | 94      | 88           | 87           | 74      | 75      | 74         | 77         | 79           | 90           | 47                     | 46                     | 56         | 61         | -          | 92         | -                   | -          | -           | -           | 0       | 0           | 0           | 0           | 0            | 0            | 0      | 0      | 0      | 0      | 0      | 0      | 0      | 0      | 0      | 0      | 0      | 0      | 0      |        |        |        |        |
| Legenda                                                                       |         |              |              |         |         |            |            |              |              |                        |                        |            |            |            |            |                     |            |             |             |         |             |             |             |              |              |        |        |        |        |        |        |        |        |        |        |        |        |        |        |        |        |        |
| 1 2 3 4-10 11-30 poniżej 30 dq – dyskwalifikacja - − zawodnik nie wystartował |         |              |              |         |         |            |            |              |              |                        |                        |            |            |            |            |                     |            |             |             |         |             |             |             |              |              |        |        |        |        |        |        |        |        |        |        |        |        |        |        |        |        |        |